# Bodenseestraße 2/Gleichmannstraße 1

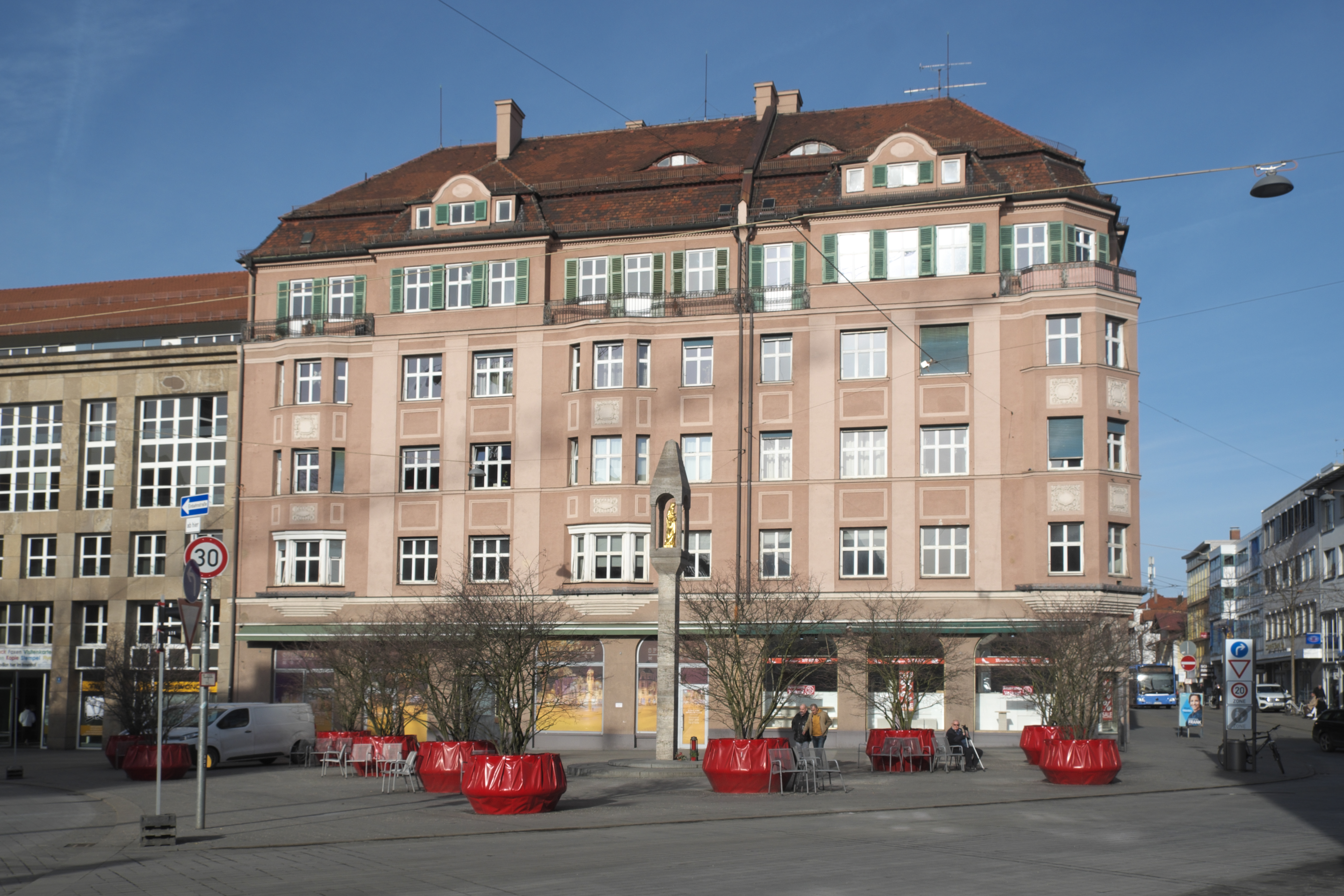
Gebäude Bodenseestraße 2/Gleichmannstraße 1 im Stadtteil Pasing von München

Das Gebäude Bodenseestraße 2/Gleichmannstraße 1 im Stadtteil Pasing der bayerischen Landeshauptstadt München wurde 1911/12 errichtet. Das Wohn- und Geschäftshaus am Pasinger Marienplatz ist ein geschütztes Baudenkmal.
Das ehemalige Kaufhaus Kopfmiller (bis 1992) ist ein vier- und fünfgeschossiger Eckbau mit Mansardwalmdach, Zwerchhaus, polygonalem Eckerker, Flacherkern und Lisenen- und Wandfeldergliederung. Das Gebäude wurde im Reformstil von Edmund Lotterschmid errichtet. 
Das Anwesen gehört zum Ensemble ehemaliger Ortskern Pasing.
Stand 2024 ist das Gebäude renovierungsbedürftig und beinahe unbewohnt.